# Lemnische Sprache
Für die lemnische Sprache gibt es aus der Antike spärliche Schriftzeugnisse aus dem 6. Jahrhundert vor Christus von der griechischen Insel Lemnos in der nördlichen Ägäis. Sie wird nach geographischen Kriterien zu den ägäischen Sprachen gezählt. Da von antiken Schriftstellern die Bezeichnungen Tyrsener (Tyrrhener), tyrsenisch (tyrrhenisch) sowohl für Bewohner von Lemnos, als auch in Bezug auf Italien (speziell: Etrurien) verwendet werden, stellt sich die Frage nach dem Zusammenhang. Ihr wird von der Sprachwissenschaft in Form der neueren Theorie einer tyrsenischen Sprachfamilie Rechnung getragen, der die drei Sprachen Lemnisch (als Osttyrsenisch), Etruskisch und Rätisch (beide als Westtyrsenisch) zugewiesen werden. Dies geschieht durch Ausweis triftiger Übereinstimmungen im Sprachbau, die nicht auf Zufall oder bloßem Sprachkontakt beruhen können. Die Diskussion über die Verbreitungswege dieser Sprachen ist noch in vollem Gang.

## Inschriften

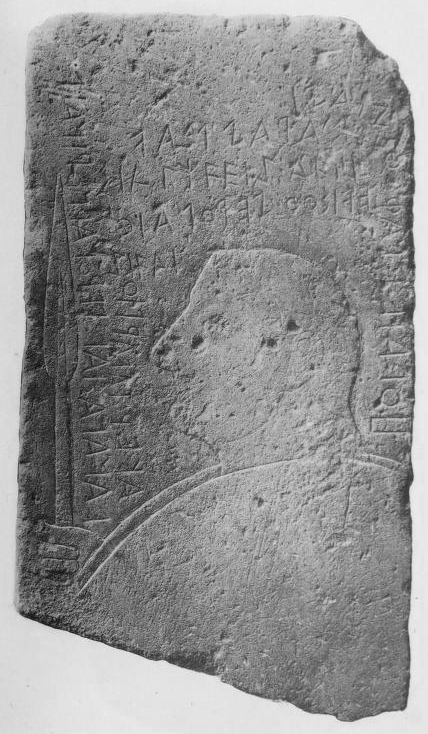
Stele von Lemnos

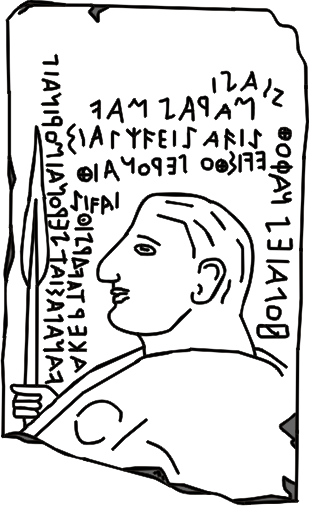
Abzeichnung der Stele von Lemnos

Das Lemnische wurde zuerst durch den Fund einer Grabstele bekannt („Stele von Lemnos“). Die Grabstele, die aus dem 6. Jahrhundert v. Chr. stammt, fand man im Jahre 1884 oder 1885 im Dorf Kaminia, als Spolie aus einer Kirchenwand, nahe der antiken Nekropole. Kaiminia befindet sich unweit der archäologischen Siedlung des 3. Jahrtausends bei Poliochni. Weitere über hundert sehr kurze Inschriften in Form von Graffiti und Dipinti wurden in Efestia und Chloi auf Lemnos gefunden, ein vereinzelter Graffito auch in Myrina (gefunden im Jahr 1960, Beschi 1992–1993 [1998], 269 mit fig.5). Im Jahre 2009 wurde im antiken Theater von Efestia eine weitere Steininschrift in dieser Sprache entdeckt.

## Schrift
Die Herkunft des Alphabets, in dem die lemnischen Inschriften verfasst sind, ist umstritten. Nach Carlo de Simone soll es vom etruskischen Alphabet abstammen und aus Italien nach Lemnos gebracht worden sein. Melanie Malzahn und Luciano Agostiniani argumentieren hingegen dafür, dass es sich um eine eigenständige Ableitung von einem griechischen Alphabet handelt. Die Sprachverwandtschaft des Lemnischen mit dem Etruskischen und Rätischen bleibt von dieser Frage unberührt. Während der Zusammenhang des Lemnischen mit dem Etruskischen fast allgemein durch die Annahme einer Westwanderung erklärt wird, gibt es neuerdings auch Plädoyers für die Annahme einer Herkunft des Lemnischen aus dem Bereich Italiens etwa im achten Jahrhundert oder etwas später (De Simone, Oettinger, Eichner). Der archäologische Befund lässt aber nichts davon erkennen (Beschi).
Die These, die in der Ägäis mit Westkleinasien die Heimatregion der etruskischen Sprache vermutet, wie sie schon in der Antike vertreten wurde (s. u.), bleibt davon unberührt, da eine Westwanderung der späteren Etrusker und Räter um etliche Jahrhunderte früher (12.–11. Jahrhundert v. Chr.) stattgefunden haben kann.

## Bemerkungen in der antiken Literatur
Bereits bei Homer in der Odyssee finden sich Hinweise auf nicht-griechische Bewohner der Insel: „Denn Hephaistos ist nicht mehr hierzulande, sondern er hat sich bereits fortbegeben nach Lemnos zu den Sintiern mit rauher Sprache“ (8, 293–294)
Um 510 v. Chr. eroberte Athen durch Miltiades die Insel, und in der Folgezeit ist das Lemnische nicht mehr bezeugt. Ab 450 v. Chr. siedeln attische Kleruchen auf der Insel und in der Folgezeit assimilierte sich die Bevölkerung allmählich an das Griechische.
In der Aeneis des Vergil wird angenommen, dass die Etrusker von Troja her kamen. Dies wird durch sprachliche Indizien untermauert, welche die lemnische und die etruskische Sprache in die Nähe der anatolischen Sprache Luwisch rücken, wodurch man eine Verbindung zu Nordwest-Kleinasien herstellen kann.

## Charakteristik und Nähe zum Etruskischen
Das Lautsystem ist nicht völlig identisch mit dem etruskischen, jedoch fiel schon früh auf, dass beide Sprachen nur 4 Vokalbuchstaben des griechischen Alphabets verwenden:
etruskisch: a, e, i, u – lemnisch: a, e, i, o.
Auch bei den Konsonanten bestehen Parallelen:
zwei s-Laute, keine stimmhaften Verschlusslaute b, d, g, die Laute t und θ.
Auf der Stele finden sich die Formeln mav śialχveis avis (andere Lesung: sialχveiz aviz), der Originaltext hat: … ΣΙΑΛΧFΕΙΖ:ΆFΙΖ; sowie avis śialχvis (andere Lesung: aviz sialχveiz, der Originaltext hat: ΆFΙΖ:ΣΙΑΛΧFΙΖ) „im Alter von (fünfund?)vierzig (?) Jahren“ bzw. „im Alter von vierzig (?) Jahren“, was beides verblüffend mit dem etruskischen Syntagma avils maχs śealχls-c („im Alter von fünf und vierzig (?) Jahren“) bzw. mit der etrusk. Dekadenzahlwortform śealχls „mit vierzig“ übereinstimmt.
Die Formen mav bzw. maχ könnten anstatt als Zahlwörter für „fünf“ (wie von manchen Etruskologen vertreten wird) auch als Zahlwörter für „vier“ gedeutet werden, da in der anatolischen Sprache Luwisch das Wort maua „vier“ bedeutet. Nach der Neulesung des Textes von Heiner Eichner würde dieses (ohne die Kasusendung -s oder -z auch grammatisch falsche) Zahlwort mav jedoch in Wegfall kommen. Die Formen śialχv[e]is bzw. sealχls wurden früher anstatt als Zahlwörter für „vierzig“ alternativ auch mit „sechzig“ übersetzt.
Der Wortschatz des Lemnischen ist jedoch noch so wenig bekannt, dass man sich hilfsweise auf die bisher gesicherten Deutungen des Etruskischen verlässt.
Auch grammatikalische Übereinstimmungen konnten ausgemacht werden, sodass man von einer gemeinsamen Urstufe ausgeht, die als Ur-Etruskolemnisch (D. H. Steinbauer) oder Proto-Tyrsenisch (auf das auch das Rätische zurückgeht; H. Rix) bezeichnet wurde.
Eine neuerdings geäußerte Theorie, wonach die Etrusker oder andere aus Italien kommende Sprachträger Lemnos im 9. oder 7. Jahrhundert v. Chr. von Italien aus besiedelt hätten, ist nicht durch Funde und (noch?) zu wenig durch sprachliche Indizien belegt (Carlo de Simone, Norbert Oettinger, Heiner Eichner).